# Lonsdale (Unternehmen)

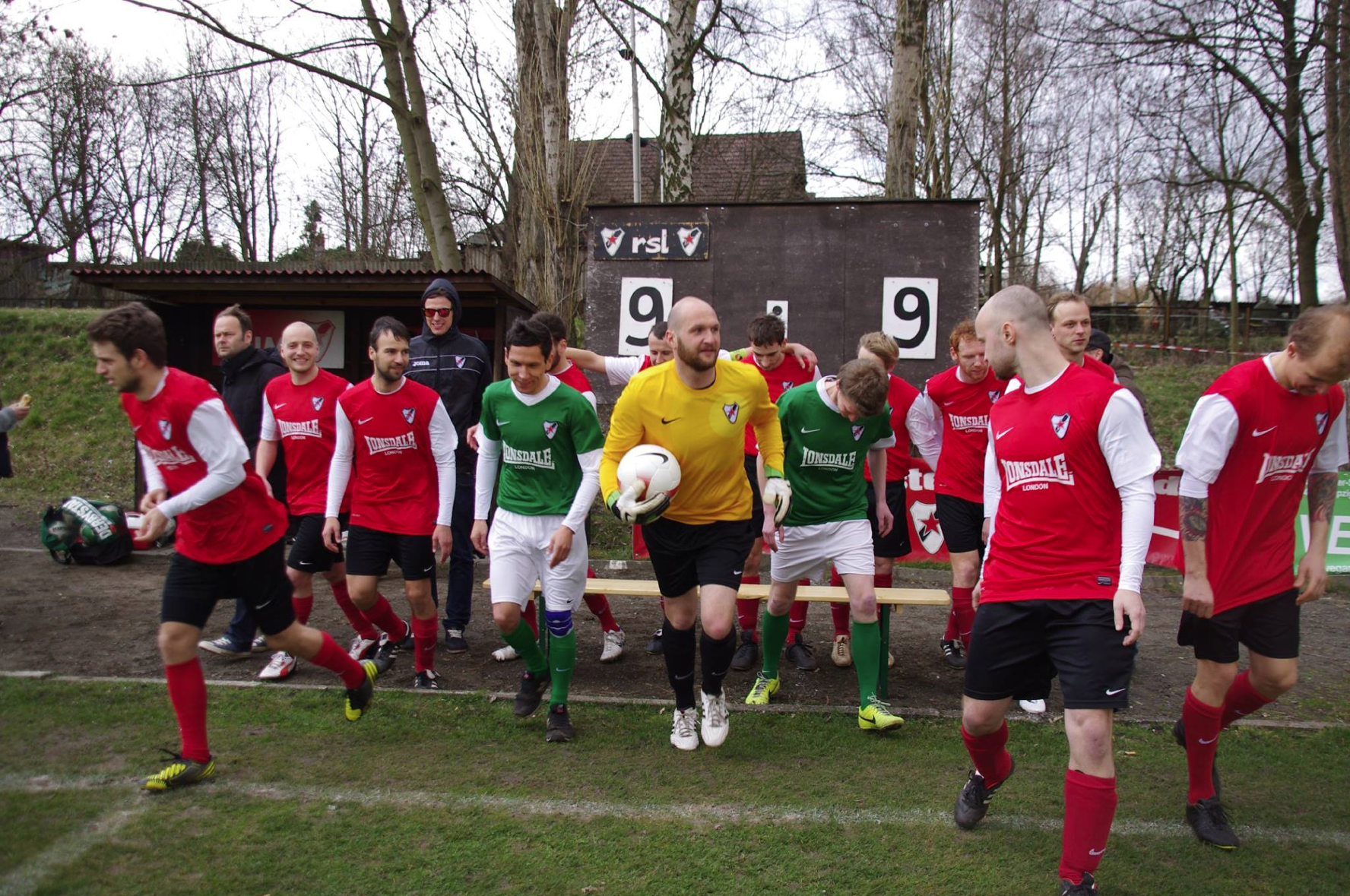
Spieler von Roter Stern Leipzig

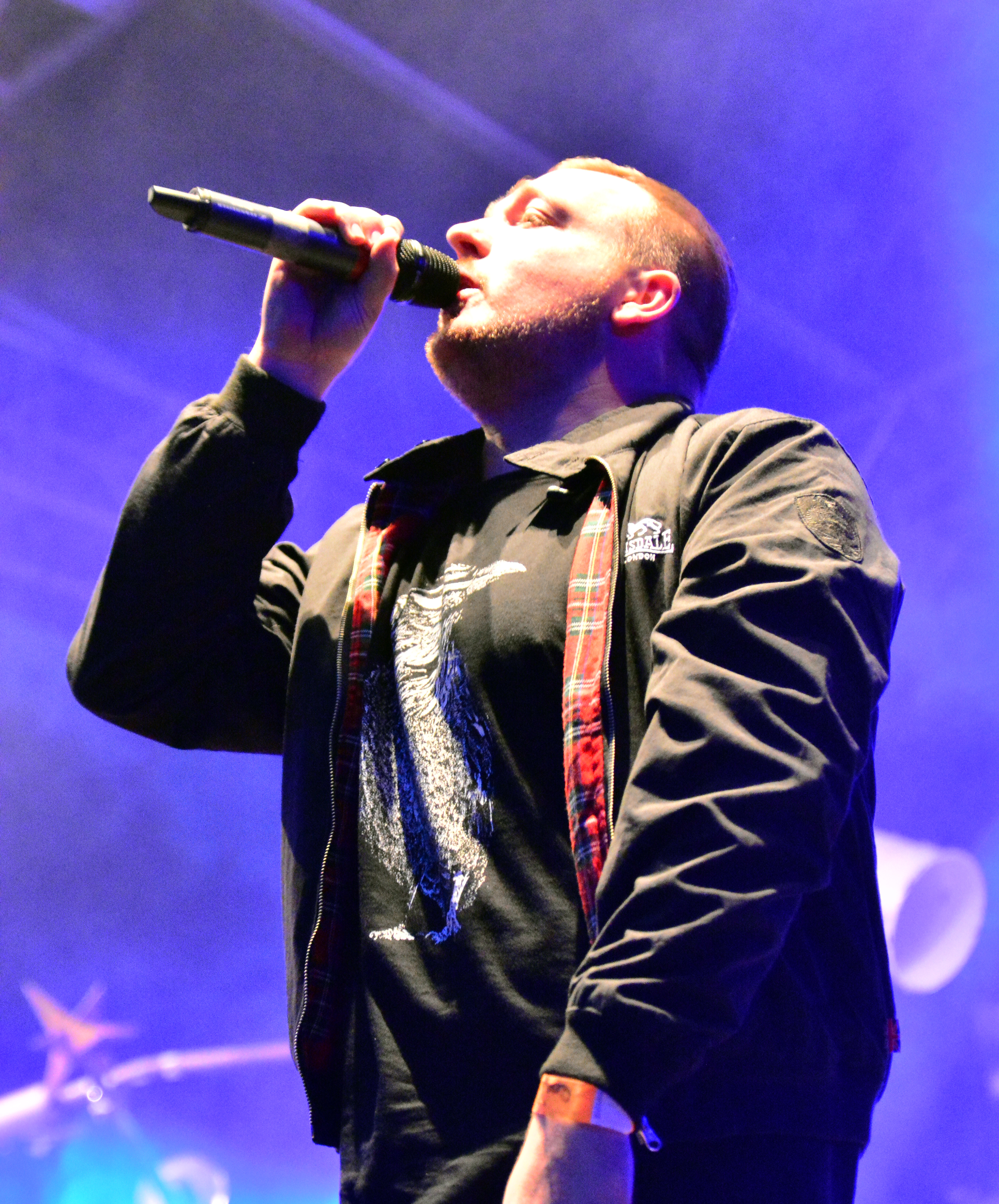
Panik Panzer von Antilopen Gang mit Lonsdale-Jacke (2015)

Lonsdale ist ein englischer Hersteller von Boxsportartikeln sowie von Sport- und Freizeitbekleidung.

## Entstehung der Marke
Die Marke Lonsdale wurde 1960 durch den Briten Bernhard Hart gegründet. Der Markenname bezieht sich auf den fünften Grafen von Lonsdale (Hugh Cecil Lowther, 5th Earl of Lonsdale, 1857–1944), der sich in den 1890er-Jahren um den modernen Boxsport verdient machte. Unter anderem stiftete der boxsportbegeisterte englische Adelige mit dem Lonsdale-Belt einen Preis für Boxer, der noch heute vergeben wird. In seinem Geschäft im Londoner Stadtteil Soho bot Bernhard Hart unter dem Markennamen Lonsdale Boxausrüstung und Bekleidung an. Mit dem Erfolg wuchs auch die Verbreitung der Marke, die heute weltweit vertrieben wird. 2002 wurde die Marke vom britischen Unternehmen Sports Direct erworben.

## Verbreitung der Marke
Viele berühmte Boxer trugen Lonsdale, unter anderem Muhammad Ali, Lennox Lewis, Henry Cooper und Mike Tyson. Schon bald erreichte die Marke über den Boxsportbereich hinaus Bekanntheit. Im Zusammenhang mit den damals entstandenen und durch Migranten mitgeprägten subkulturellen Szenen um die Musikstile Northern Soul, Ska und Early Reggae erfreute sich Lonsdale (neben einigen anderen Marken) großer Beliebtheit. Diese Szenen waren durch Jugendliche des Arbeitermilieus geprägt, die in einer Boxsportmarke einen passenden Lebensausdruck entdecken konnten. Aus diesen Szenen heraus entwickelte sich schließlich eine erste frühe und noch unpolitische Skinheadsubkultur, deren Anhänger die ihnen subkulturell vertrauten Marken (wie u. a. auch Lonsdale) weiterhin nutzten.

## Vereinnahmung durch Rechtsextremisten
In den 1980er und vor allem in den 1990er Jahren wendeten sich Teile der Skinheadszene von ihrem unpolitischen und eigentlich multikulturellen Ursprung ab und entwickelten eine zunehmend rechtsextremistische Orientierung. Dieser Prozess begann in England (initiiert durch Bewegungen wie die National Front und British Movement) und übertrug sich später auf das europäische Festland. So wurden Skinheads in den 1990er-Jahren schließlich die dominierend wahrnehmbare Subkultur des Rechtsextremismus – ungeachtet der Tatsache, dass es in dieser Zeit auch immer unpolitische bzw. antirassistische Skinheads gab.

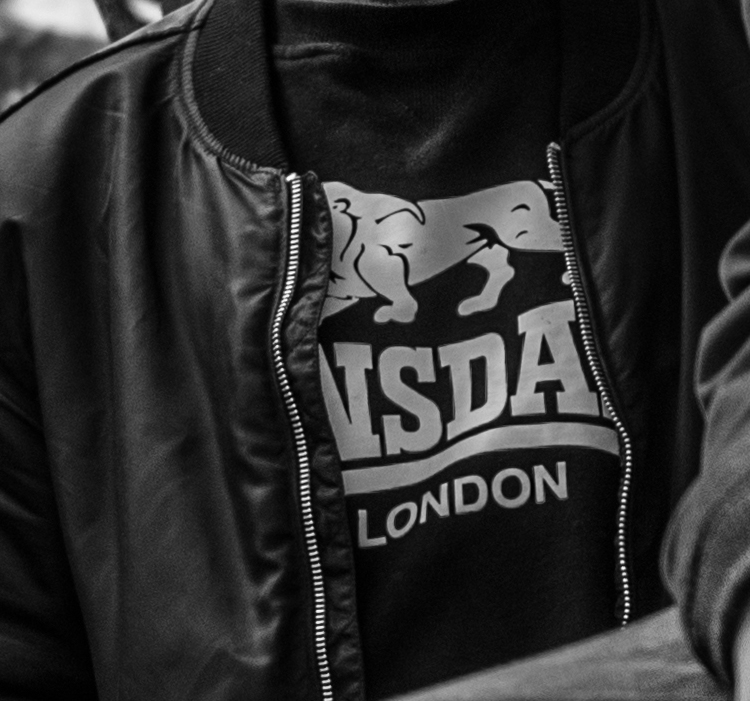
Lonsdale wird gerne von Neonazis getragen, weil die Buchstabenfolge NSDA aus der Mitte des Markennamens an die NSDAP erinnern

Die neuen, rechtsextremistisch orientierten Skinheads trugen oftmals weiterhin die Bekleidungsmarken der ursprünglichen, traditionellen Skinheadsubkultur. Lonsdale (wie auch andere betroffene Marken) stellte das vor große Imageprobleme. Bei Lonsdale trat hinzu, dass die zufällig im Markennamen enthaltene und unter geöffneten Jacken sichtbare Buchstabenfolge „NSDA“ (vor allem in Deutschland) als Anspielung auf die „NSDAP“ umgedeutet werden konnte. Umstritten ist hierbei, ob dies schon anfänglich zu der damaligen Beliebtheit der Marke in rechtsextremistischen Kreisen beigetragen haben könnte oder diese Deutung erst nachträglich hinzutrat. Mit dem Logo und der Kleidung der Marke Lonsdale war jedenfalls so ein Bekenntnis zur nationalsozialistischen Ideologie möglich, ohne dafür strafrechtlich belangt werden zu können, denn die direkte Verwendung von Symbolen verfassungsfeindlicher Organisationen ist nach § 86a des Strafgesetzbuches in Deutschland verboten.
In den frühen 2000er-Jahren war Lonsdale auch in der Hardcore-Techno-Szene (Gabber) beliebt. Auffällige bzw. gewaltgeneigte Jugendliche dieser Szene wurden in der gesellschaftlichen Diskussion oft „Lonsdalejongeren“ (niederländisch für „Lonsdale-Jugendliche“) genannt. Mit der nachlassenden Verbreitung dieser Musik verschwand dieses Phänomen jedoch immer mehr aus der Öffentlichkeit.
Die Marke Lonsdale kann rückblickend als ein früher Fall dafür gesehen werden, wie Rechtsextremisten mehr oder minder versteckte Codes als Erkennungszeichen der Gesinnung nutzen.

## Distanzierung der Marke
In Reaktion auf diese Vereinnahmung distanzierte sich die Marke von Rechtsextremismus. Der deutsche Lizenznehmer, die Punch GmbH aus Neuss, arbeitet seit dem Ende der 1990er-Jahre auf vielfältige Weise gegen das Image als „Nazimarke“ und gegen unerwünschte Kunden an: In Werbekampagnen wurde unter dem Motto „Lonsdale Loves All Colours“ bewusst mit Models unterschiedlicher ethnischer Herkunft geworben und rechtsextremistische Händler nicht mehr beliefert. Nach Unternehmensangaben sank hierdurch der Umsatz allein in Sachsen um 75 Prozent. 2005 sponserte Lonsdale den Christopher-Street-Day in Köln. Die Arbeit antirassistischer Initiativen wird bis heute unterstützt.
In der Folge dieser Bemühungen gilt Lonsdale heute nach verbreiteter Auffassung kaum mehr als Erkennungszeichen der Rechtsextremisten, es gab sogar Boykottaufrufe aus diesem Bereich. Marken mit tatsächlichem rechtsextremen Hintergrund haben die damals von dieser Vereinnahmung betroffenen traditionellen Marken inzwischen weitgehend abgelöst. Hinzu kommt, dass Skinheads aktuell nicht mehr die dominierende rechtsextremistische Subkultur bilden. Mit dem Erstarken der sogenannten Autonomen Nationalisten lehnte sich der subkulturelle und aktionsorientierte Teil des Rechtsextremismus im Hinblick auf Eigendarstellung sowie Organisations- und Aktionsformen eine Zeit lang stark an die Erscheinungsformen der Links-Autonomen an.
Gleichwohl haben Lonsdale und andere damals vereinnahmte Marken noch damit zu kämpfen, weiterhin mit Rechtsextremismus, Rassismus und Gewalt in Verbindung gebracht zu werden. Immer noch finden sich z. B. in einigen Schulordnungen, die vor allem in den 1990er-Jahren als Reaktion auf rechte Gewalt verfasst wurden, Verbote entsprechender Marken. 2006 wollte das Versandhaus Quelle nach Hinweisen der Jusos Papenburg die Marke aus dem Programm nehmen, zeigte sich aber nach öffentlicher Diskussion von der Glaubwürdigkeit der Distanzierung überzeugt und revidierte den Entschluss. 2009 wollte der Berliner Polizeipräsident seinen Zivilbeamten u. a. auch Kleidung von Lonsdale verbieten, nahm dies aber nach Protesten ebenfalls zurück.

## Sponsoring
Im Profiboxen sponsert Lonsdale (UK) mit Carl Froch, Tom Watson, Tony Jeffries, Darren Barker, David Price, Ricky Hatton, Joe Calzaghe und Nathan Cleverly eine Reihe von britischen Athleten (Stand 2012). Im Amateurboxen unterstützt Lonsdale in Deutschland seit 2011 die Boxer des FC St. Pauli. Seit 2014 sponsert Lonsdale den Fußballviertligisten SV Babelsberg 03 und den sächsischen Verein Roter Stern Leipzig. Diese Vereine und ihre Umfelder sind bekannt für ihr antirassistisches Engagement.
Seit 2005 ist Lonsdale in Deutschland Partner der Initiative Laut gegen Nazis. Das Label sponserte auch einen Bus für die Kampagne Kein Bock auf Nazis. Dieser soll kostenlos als Lautsprecherwagen für Demonstrationen gegen Rechtsextremismus in Berlin und Brandenburg zur Verfügung gestellt werden.